# Brandon Cantu
Brandon Cantu (Vancouver, 10 maggio 1981) è un giocatore di poker statunitense.
Ha vinto due braccialetti WSOP, il primo dei quali conquistato alle WSOP 2006 nel $1.500 No Limit Hold'em; il secondo è datato 2009 nella specialità $1.500 Pot Limit Omaha Hi-Low Split 8 or Better. Il suo miglior risultato nel Main Event WSOP è il 20º posto nell'edizione 2008.
Ha inoltre vinto una tappa del World Poker Tour, e nel circuito EPT vanta un piazzamento a premi.